# Lasioserica smithi
Lasioserica smithi är en skalbaggsart som beskrevs av Ahrens 2005. Lasioserica smithi ingår i släktet Lasioserica och familjen Melolonthidae. Inga underarter finns listade i Catalogue of Life.